# Bitoma parallela
Bitoma parallela är en skalbaggsart som först beskrevs av Sharp 1885.  Bitoma parallela ingår i släktet Bitoma och familjen barkbaggar. Inga underarter finns listade i Catalogue of Life.